# Pseudoleskeopsis claviramea
Pseudoleskeopsis claviramea là một loài Rêu trong họ Leskeaceae. Loài này được (Müll. Hal.) Thér. miêu tả khoa học đầu tiên năm 1929.